# معركة مونونغاهيلا
وقعت معركة مونونغاهيلا بتاريخ 9 يوليو 1755 وكانت منطلق الحرب الفرنسية والهندية.